# El Villar (Bolivia)
El Villar es una pequeña localidad y municipio de Bolivia, ubicado en la provincia de Tomina al centro del departamento de Chuquisaca. El municipio tiene una superficie de 871 km² y cuenta con una población de 5.636 habitantes (según el CENSO INE 2024). La localidad de El Villar está a una distancia de 203 km de la ciudad de Sucre, capital del país.
La población es de origen quechua y la organización social es el sindicato agrario.

## Geografía
La topografía de El Villar es variada, presentando tres pisos ecológicos: el de la Cordillera Oriental, con un sector subandino y el de la llanura chaqueña. Los principales ríos y quebradas que discurren por su territorio son el Azero, El Villar, Potrero, Ñoquis, El Palmar, Yotalilla, Milanes, Limón y Pucará. El municipio tiene un clima templado a cálido según los pisos ecológicos.
Al norte limita con el municipio de Villa Alcalá, al noreste con el municipio de Padilla, al sureste con la provincia de Hernando Siles, al noreste con el municipio de Sopachuy y al sureste con la provincia de Azurduy.

## Demografía
De acuerdo con el censo boliviano de 2024, la población del municipio de El Villar es de 5 636 habitantes.
La población del municipio aumentó aproximadamente una décima parte entre 1992 y 2012:
| Año  | Habitantes (municipio) | Fuente |
| ---- | ---------------------- | ------ |
| 1992 | 5025                   | Censo  |
| 2001 | 4585                   | Censo  |
| 2012 | 4465                   | Censo  |
| 2024 | 5636                   | Censo  |

## Economía
El Villar tiene como actividad principal la producción agrícola diversificada. Los principales cultivos son la papa, maíz, y el trigo, en la zona alta, mientras que en los valles y zonas cálidas son el maíz, ají y maní. Sus productos son destinados mayormente para el consumo doméstico. La riqueza pecuaria se compone de ganado bovino, ovino, caprino, porcino y equino, y ha sido cuantificada recientemente.
La fruticultura es una actividad complementaria, siendo las principales especies la naranja, durazno, manzana, mandarina, limón, etc.
El principal mercado para la producción local es la ciudad de Sucre.